# 和歌山県道・奈良県道734号高野辻堂線
和歌山県道・奈良県道734号高野辻堂線（わかやまけんどう・ならけんどう734ごう こうやつじどうせん）は、和歌山県伊都郡高野町から奈良県五條市に至る一般県道である。

## 概要
和歌山県伊都郡高野町大字高野山から奈良県五條市大塔町辻堂に至る。
全線にかけて道が狭く、山の中を通るが、農地や民家などに沿っているため、生活道路として地元住民が利用している。
2004年（平成16年）8月10日に終点近くの天ノ川対岸で大規模な地すべりが発生して国道168号が崩壊し、現場一帯の約3.0 kmで不通となった時におよそ3年7ヶ月にわたって本道（大塔町清水 - 終点）が迂回道路として活用された。
その少し前、2004年（平成16年）6月に終点近くの橋が大雨で被災したが、国道168号の迂回道路とされるため仮橋により復旧され、2008年（平成20年）4月17日に仙水橋が供用開始されるまでの4年あまりにわたって用いられた。
2011年（平成23年）9月の平成23年台風第12号の影響で発生した大規模な土砂崩れにより、野迫川村中津川地区と五條市大塔町清水地区で壊滅的な被害を受け、2013年（平成25年）初頭時点でも通行止めとなっている。

### 路線データ
- 起点：和歌山県伊都郡高野町大字高野山（国道371号交点、和歌山県・奈良県道道53号高野天川線上）
- 終点：奈良県五條市大塔町辻堂（国道168号交点）
- 総延長：32.7 km

## 路線状況

### 重複区間
- 和歌山県道・奈良県道53号高野天川線（和歌山県伊都郡高野町大字高野山（起点） - 奈良県吉野郡野迫川村大字池津川）
- 奈良県道・和歌山県道733号川津高野線（奈良県吉野郡野迫川村大字池津川 - 吉野郡野迫川村大字北股）

## 地理

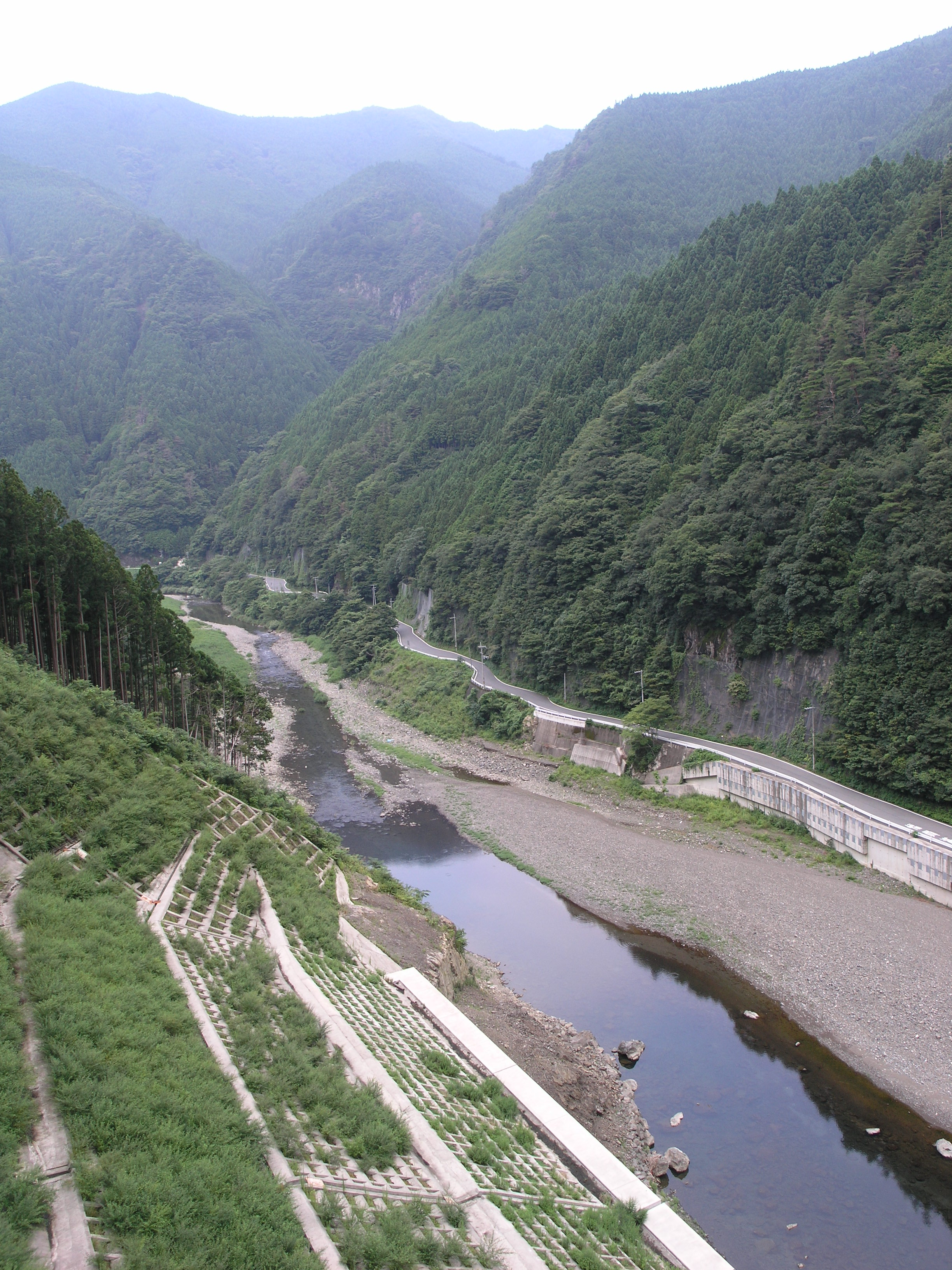
奈良県五條市大塔町宇井の国道168号地すべり復旧箇所から対岸の県道734号を撮影
（2010年8月）

### 通過する自治体
- 和歌山県
  - 伊都郡高野町
- 奈良県
  - 吉野郡野迫川村 - 五條市

### 交差する道路
| 交差する道路                                                                                     | 都道府県名 | 市町村名 | 市町村名 | 交差する場所 | 交差する場所 |
| ------------------------------------------------------------------------------------------------ | ---------- | -------- | -------- | ------------ | ------------ |
| 国道371号 和歌山県道・奈良県道53号高野天川線 重複区間起点                                        | 和歌山県   | 伊都郡   | 高野町   | 大字高野山   | 起点         |
| 和歌山県道・奈良県道53号高野天川線 重複区間終点 奈良県道・和歌山県道733号川津高野線 重複区間起点 | 奈良県     | 吉野郡   | 野迫川村 | 大字北股     |              |
| 奈良県道・和歌山県道733号川津高野線 重複区間終点                                                 | 奈良県     | 吉野郡   | 野迫川村 | 大字池津川   |              |
| 国道168号 / バイパス                                                                             | 奈良県     | 五條市   | 五條市   | 大塔町堂平   | [ 注釈 1 ]   |
| 国道168号                                                                                        | 奈良県     | 五條市   | 五條市   | 大塔町辻堂   | 終点         |

### 沿線
- 野迫川村立野迫川小中学校
- 天ノ川
- 五條市役所 大塔支所

### 峠
- 和歌山県
  - 天狗木峠（伊都郡高野町 - 奈良県吉野郡野迫川村、和歌山県道・奈良県道53号高野天川線重複区間内）

## 脚註